# Konstancin-Jeziorna
Konstancin-Jeziorna este un oraș în Polonia.
Are o suprafață de 17,74 km². Populația este de 17.157 locuitori, determinată în 31 martie 2021, prin Narodowy Spis Powszechny Ludności i Mieszkań 2021[*].